# Codonodes
Codonodes là một chi bướm đêm thuộc họ Erebidae.